# Leon Segers
Leon Segers (Beegden, 12 november 1938) is een voormalig Nederlands profvoetballer die tussen 1958 en 1968 uitkwam voor Sittardia en FC VVV.

## Carrière
Segers maakte in 1958 de overstap van VV Beegden naar Sittardia waar hij vier seizoenen onder contract zou staan. Met de Sittardse club promoveerde hij in zijn eerste seizoen naar de eredivisie. Na zijn vertrek in 1962 naar RFC Roermond maakte hij vijf jaar later zijn rentree in het betaald voetbal bij FC VVV dat na het vertrek van Hans Sleven op zoek was naar een centrumspits. Segers keerde na een jaar weer terug naar RFC en sloot vervolgens bij VV Beegden zijn voetballoopbaan af als speler-trainer.

## Statistieken
| Seizoen | Club      | Land      | Competitie       | Wed. | Goals |
| ------- | --------- | --------- | ---------------- | ---- | ----- |
| 1958/59 | Sittardia | Nederland | Eerste divisie B | ?    | 1     |
| 1959/60 | Sittardia | Nederland | Eredivisie       | 8    | 1     |
| 1960/61 | Sittardia | Nederland | Eerste divisie B | ?    | 6     |
| 1961/62 | Sittardia | Nederland | Eerste divisie A | ?    | 0     |
| 1967/68 | FC VVV    | Nederland | Eerste divisie   | 9    | 4     |
| Totaal  | Totaal    | Totaal    | Totaal           | ??   | 12    |